# Mike Gibson (rugbista)
Cameron Michael Henderson Gibson (Belfast, 3 de diciembre de 1942) es un exjugador británico de rugby que se desempeñaba como centro. Jugó 69 partidos con la selección nacional de rugby de Irlanda y posee el récord de 56 partidos en el Torneo de las Seis Naciones. Además fue convocado a los British and Irish Lions para cinco giras.
Mike Gibson es considerado uno de los mejores jugadores en su puesto de la historia. Desde 2010 es miembro del Salón de la Fama de la World Rugby.

## British and Irish Lions
Gibson disputó cinco giras con los Lions; a Australia y Nueva Zelanda 1966, Sudáfrica 1968, Nueva Zelanda 1971, Sudáfrica 1974 y Nueva Zelanda 1977, donde fue compañero de entre otros Gareth Edwards, Bill Beaumont y Phil Bennett.

## Palmarés y marcas con su selección
- Campeón del Torneo de las Seis Naciones de 1974.
- 69 partidos con la selección nacional de rugby de Irlanda entre 1964 y 1979.
- 112 puntos (9 ensayos, 16 p., 7 t. y 6 d.).